# Juillenay
Juillenay är en kommun i departementet Côte-d'Or i regionen Bourgogne-Franche-Comté i östra Frankrike. Kommunen ligger i kantonen Saulieu som tillhör arrondissementet Montbard. År 2022 hade Juillenay 52 invånare.

## Befolkningsutveckling
Antalet invånare i kommunen Juillenay
Referens:INSEE